# 長福寺 (久喜市)
長福寺（ちょうふくじ）は、埼玉県久喜市にある真言宗智山派の寺院。

## 歴史
創建年代は不明であるが、弘鑁によって開山された。弘鑁は近くの吉祥院を中興した僧侶であることから、室町時代前期に創建されたものと推測される。それ以外の記録は不明である。
当寺の本尊は毘沙門天である。開山よりもはるかに古い平安時代の作と推測されており、埼玉県内では数少ない毘沙門天像である。

## 文化財
- 木造毘沙門天立像（久喜市指定文化財 平成元年2月20日指定）[2]

## 交通アクセス
- 路線バス仲井停留所より徒歩8分。